# 32234 Jesslihuang
32234 Jesslihuang è un asteroide della fascia principale. Scoperto nel 2000, presenta un'orbita caratterizzata da un semiasse maggiore pari a 2,3213563 UA e da un'eccentricità di 0,1155713, inclinata di 5,48580° rispetto all'eclittica.